# Portanus avis
Portanus avis är en insektsart som beskrevs av Delong 1980. Portanus avis ingår i släktet Portanus och familjen dvärgstritar. Inga underarter finns listade i Catalogue of Life.